# Acció Popular
Acció Popular va ser un partit polític espanyol confessional catòlic durant la Segona República, que fou el nucli principal per a l'origen de la Confederació Espanyola de Dretes Autònomes. Va ser constituït precipitadament el 29 d'abril de 1931, en instaurar-se la República. Inicialment amb el nom d’Acció Nacional fins a 1932 que va canviar la seva denominació a Acció Popular. El seu promotor va ser Ángel Herrera Oria, director d'El Debate, que va passar a ser l'òrgan oficial del partit.
Va sorgir com un front polític per a defensar a la religió catòlica, a la propietat i a la família. Des del principi va anunciar que acataria la nova legalitat republicana, encara que no era republicana, convertint-se en refugi de les forces monàrquiques. Quan Herrera Oria el 19 d'octubre de 1931 va renunciar a la presidència del partit, es va constituir un comitè dirigit per José María Gil-Robles y Quiñones, al costat d'Antonio Goicoechea i el comte de Vallellano. Aquests eren dos destacats monàrquics i el gener de 1933 es van separar d'Acció Popular per a fundar Renovación Española. Seguidament al febrer de 1933 Herrera Oria es va retirar de la direcció del Debate, amb el que Gil Robles, que era el parlamentari de més talla entre els seus components, es va consagrar com cap del partit en vespres de la constitució de la CEDA. La CEDA va triomfar a les eleccions generals espanyoles de 1933, en coalició amb Renovación Española, tradicionalistes, agraris i en alguns districtes amb els radicals i republicans conservadors.
Les seves joventuts polítiques van ser les Joventuts d'Acció Popular.